# Leptospermum javanicum
Leptospermum javanicum är en myrtenväxtart som beskrevs av Carl Ludwig von Blume. Leptospermum javanicum ingår i släktet Leptospermum och familjen myrtenväxter. Inga underarter finns listade i Catalogue of Life.

## Bildgalleri

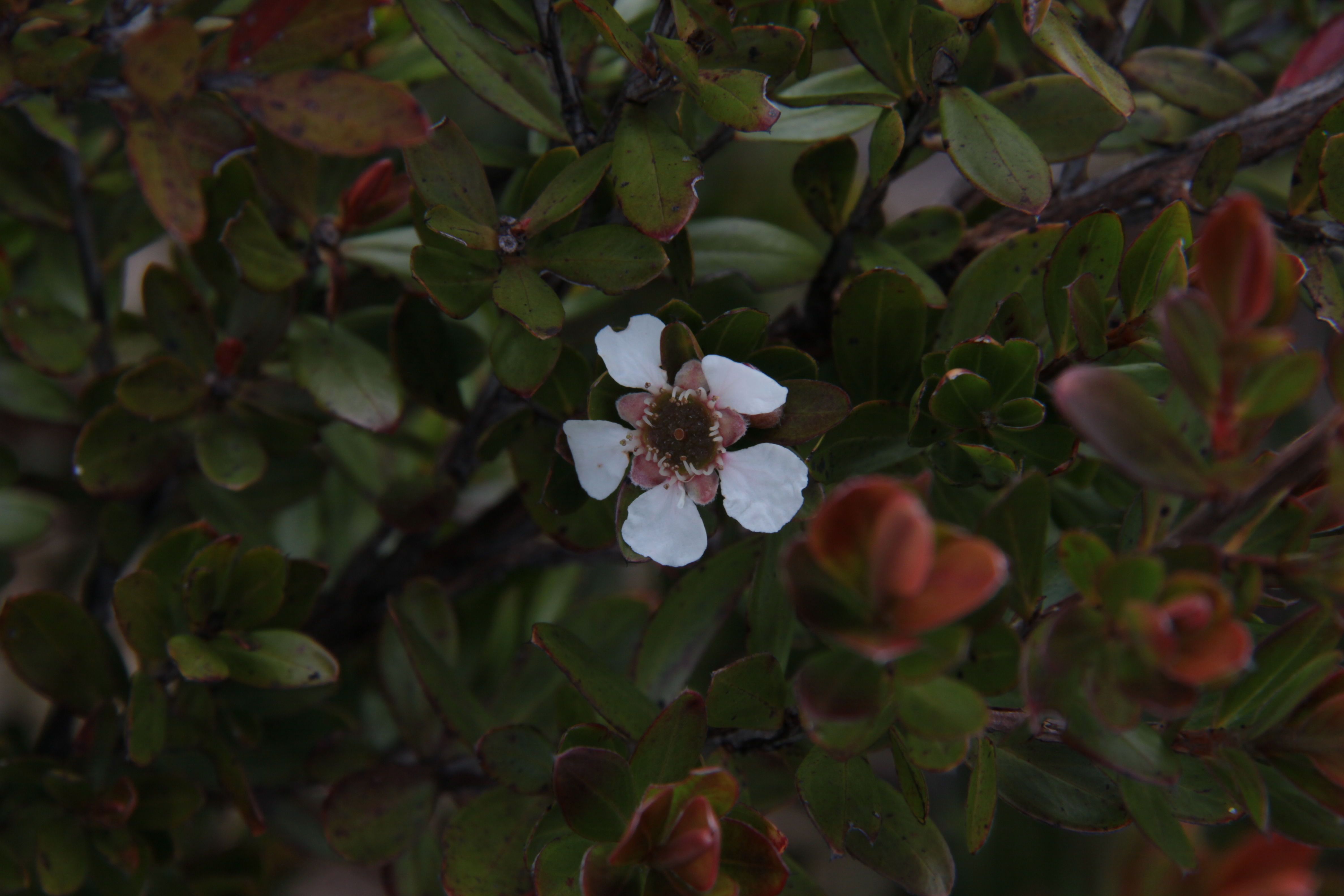